# خرشتم (أملش الشمالي)
خرشتم (بالفارسية: خرشتم) هي قرية تقع في إيران في قسم أملش الشمالی الريفي. يقدر عدد سكانها بـ 474 نسمة بحسب إحصاء 2016.